# Don Collier
Donald Mounger Collier, detto Don (Santa Monica, 17 ottobre 1928 – Harrodsburg, 13 settembre 2021), è stato un attore statunitense.

## Filmografia parziale

### Cinema
- Sette strade al tramonto (Seven Ways from Sundown), regia di Harry Keller (1960)
- Paradiso hawaiano (Paradise, Hawaiian Style), regia di Michael D. Moore (1966)
- El Dorado, regia di Howard Hawks (1966) - non accreditato
- Carovana di fuoco (The War Wagon), regia di Burt Kennedy (1967)
- Poker di sangue (5 Card Stud), regia di Henry Hathaway (1968)
- I due invincibili (The Undefeated), regia di Andrew V. McLaglen (1969)
- The Cellar, regia di Kevin Tenney (1988)
- Kid - Ritorno all'inferno (Kid), regia di John Mark Robinson (1990)
- Beneficio del dubbio (Benefit of the Doubt), regia di Jonathan Heap (1993)
- Tombstone, regia di George Pan Cosmatos (1993)
- Incident at Alma, regia di Dick Fisher (2006)
- Jake's Corner, regia di Jeff Santo (2008)
- Bill Tilghman and the Outlaws, regia di Wayne Shipley (2019)

### Televisione
- Outlaws – serie TV, 50 episodi (1960-1962)
- La legge del Far West (Temple Houston) – serie TV, episodio 1x14 (1963)
- Branded – serie TV, episodi 1x14-2x13-2x14 (1965)
- The Wackiest Ship in the Army – serie TV, episodio 1x17 (1966)
- Death Valley Days – serie TV, 4 episodi (1962-1967)
- Hondo – serie TV, episodio 1x02 (1967)
- Ai confini dell'Arizona (The High Chaparral) – serie TV, 63 episodi (1967-1971)
- Bonanza – serie TV, 5 episodi (1960-1972)
- La chiave del mistero (Key West) – film TV (1973)
- Gunsmoke – serie TV, 2 episodi (1964-1974)
- La banda Dalton (The Last Ride of the Dalton Gang) – film TV (1979)
- La casa nella prateria (Little House on the Prairie) – serie TV, episodi 2x16-9x20 (1976-1983)
- Highway Honeys, regia di Rod Amateau – film TV (1983)
- September Gun, regia di Don Taylor – film TV (1983)
- Autostop per il cielo (Highway to Heaven) – serie TV, episodio 4x10 (1987)
- Ricordi di guerra (War and Remembrance) – miniserie TV, 3 puntate (1988-1989)
- Gunsmoke: To the Last Man – film TV (1990)
- I ragazzi della prateria (The Young Riders) – serie TV, 30 episodi (1989-1992)
- Seduzione omicida (Telling Secrets) – film TV (1993)
- Gunsmoke: One Man's Justice – film TV (1994)
- Bonanza: Under Attack – film TV (1995)